# 아이타츠 얄만
아이타츠 얄만(Aytaç Yalman, 1940년 7월 19일 ~ 2020년 3월 15일)은 터키의 군인이다.
2002년부터 2004년까지 터키 육군의 사령관을 맡았다.
2020년 코로나19 범유행 중 이란을 방문하고 터키로 귀국한 뒤 폐렴 증세를 보여 3월 15일 사망했고, 코로나19에 감염되었던 것으로 19일 밝혀졌다.